# Searching for Jerry Garcia
Albums de Proof
Grown Man Shit
(2005) Hand 2 Hand
(2006)
Searching for Jerry Garcia est le deuxième et dernier album studio de Proof, sorti le 9 août 2005.
L'album s'est classé 8e au Top Independent Albums, 33e au Top R&B/Hip-Hop Albums et 65e au Billboard 200.

## Contenu
Partiellement inspiré de la vie de Jerry Garcia (leader du groupe de rock Grateful Dead), cet album explore les excès et vices de son auteur, le rappeur Proof. Figure légendaire de la scène rap de Detroit, ce dernier y évoque sa carrière (Clap Wit Me, Slum Elementz), ses erreurs de jeunesse (Forgive Me), le poids de la célébrité (Kurt Kobain) ou les risques de la vie de rue (72 & Central, Sammy Da Bull).
Invitant l'auditeur à le suivre dans un univers très personnel, Proof s'adjoint par ailleurs le concours d'invités très prestigieux. Method Man, 50 Cent, Nate Dogg ou encore D12 viennent successivement lui prêter main-forte au long de l'opus.

## Liste des titres
| No  | Titre                                                                        | Contient un (des) sample(s) de            | Durée |
| --- | ---------------------------------------------------------------------------- | ----------------------------------------- | ----- |
| 1.  | Knice                                                                        |                                           | 1:22  |
| 2.  | Clap wit Me (Produit par Emile)                                              | Total Satisfaction de Brief Encounter     | 2:41  |
| 3.  | Biboa's Theme (Produit par Speed)                                            |                                           | 3:11  |
| 4.  | When God Calls...                                                            |                                           | 0:29  |
| 5.  | Forgive Me (featuring 50 Cent – Produit par Sicknotes)                       | Ghetto Qu'ran (Forgive Me) de 50 Cent     | 4:12  |
| 6.  | Purple Gang (Produit par Black Milk)                                         |                                           | 3:36  |
| 7.  | Nat Morris                                                                   |                                           | 0:34  |
| 8.  | Gurls wit' da Boom (Produit par Black Milk)                                  |                                           | 4:01  |
| 9.  | High Rollers (featuring B-Real et Method Man – Produit par B-Real)           | Don't Stop Loving Me Now de L.T.D.        | 3:40  |
| 10. | Rondell Beene                                                                |                                           | 1:20  |
| 11. | Pimplikeness (featuring D12 – Produit par Fredwreck)                         |                                           | 5:10  |
| 12. | Ali (featuring MC Breed – Produit par Essman)                                |                                           | 3:38  |
| 13. | No. T. Lose (featuring King Gordy – Produit par DJ Jewels)                   |                                           | 3:30  |
| 14. | Jump Biatch (Produit par Ski)                                                |                                           | 3:34  |
| 15. | M.A.D. (featuring Rude Jude – Produit par Fredwreck)                         | W.A.S.P. des Doors                        | 3:26  |
| 16. | 72nd & Central (featuring Obie Trice et J-Hill – Produit par Essman)         |                                           | 4:53  |
| 17. | Sammy da Bull (featuring Nate Dogg et Swifty McVay – Produit par Dirty Bird) |                                           | 4:48  |
| 18. | Black Wrist Bro's (featuring 1st Born – Produit par DJ Jewels)               |                                           | 3:22  |
| 19. | Slum Elementz (featuring T3 et Mudd – Produit par Mr. Porter)                |                                           | 3:57  |
| 20. | Kurt Kobain (Produit par Emile)                                              | Blue Sky and Silver Bird de Lamont Dozier | 4:50  |